# Song Kang
Song Kang (hangul: 송강; ur. 23 kwietnia 1994 w Suwon) – południowokoreański aktor. Jego znaczące główne role w serialach telewizyjnych obejmują: Love Alarm (2019–2021), Sweet Home (2020–2024), Navillera (2021), Nevertheless (2021), Prognozy pogody i miłości (2022) i Romans z demonem (2023–2024). Jest powszechnie znany jako „Syn Netflixa”, ponieważ większość jego seriali jest emitowana na tej platformie.

## Kariera

### 2017–18: Początki
Song Kang zadebiutował aktorsko rolą drugoplanową w romantycznej komedii  The Liar and His Lover. W tym samym roku zagrał w dramacie familijnym Man in the Kitchen. Wystąpił także w dwóch teledyskach: „Sweet Summer Night” akustycznego duetu The Ade oraz „Love Story” Suran. 8 lipca 2017 roku jego agencja, Namoo Actors, zorganizowała spotkanie z fanami zatytułowane „Introduction to Rookies” dla Song Kanga, wraz z Oh Seung-hoonem i Lee Yoo-jinem.
Song Kang prowadził program muzyczny SBS Inkigayo od lutego do października 2018 roku, razem z Mingyu z Seventeen i Jung Chae-yeon z DIA. Dołączył także jako stały członek obsady programu rozrywkowego Village Survival, the Eight. Za te dwa projekty został nominowany do nagrody „Rookie Award” na 2018 SBS Entertainment Awards. W lipcu 2018 roku zadebiutował na dużym ekranie w filmie fantasy Beautiful Vampire.

### Od 2019: Wzrost popularności i główne role

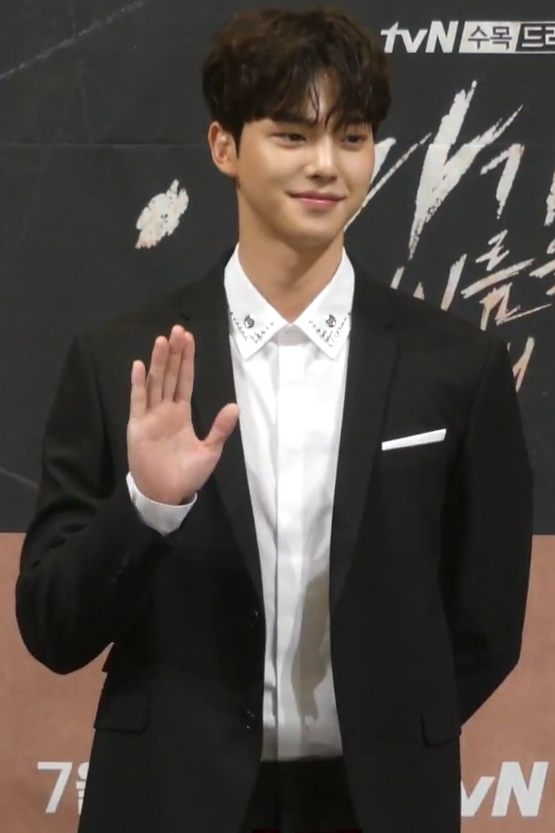
Song Kang na konferencji prasowej When the Devil Calls Your Name, lipiec 2019

W 2019 roku Song Kang zagrał rolę asystenta Jung Kyung-ho w melodramacie tvN When the Devil Calls Your Name. Następnie wystąpił w oryginalnym serialu Netflixa Love Alarm, opartym na popularnym webtoonie o tym samym tytule. Został obsadzony w swojej pierwszej głównej roli po przesłuchaniach, w których brało udział 900 osób. Zagrał rolę przystojnego licealisty, który zakochuje się w dziewczynie (Kim So-hyun), będącej sekretną miłością jego najlepszego przyjaciela. Love Alarm znalazł się wśród najpopularniejszych premier Netflixa w tamtym roku i został przedłużony na drugi sezon. Jego ostatnim występem w 2019 roku był udział w teledysku do piosenki Vibe „Call Me Back”.
Song Kang osiągnął sławę w 2020 roku, gdy zagrał główną rolę w apokaliptycznym horrorze Netflixa Sweet Home, oryginalnym serialu Netflixa, opartym na webtoonie o tym samym tytule. Wcielił się w postać Cha Hyun-su, mającego skłonności samobójcze licealisty, który wraz z grupą innych mieszkańców apartamentowca stara się przetrwać apokalipsę. Odbiór krytyków był mieszany, ale serial zyskał szeroką międzynarodową publiczność. Miesiąc po premierze Variety ujawniło, że serial został obejrzany przez 22 miliony gospodarstw domowych na Netflixie. Podczas 57. Baeksang Arts Awards Song otrzymał nominację w kategorii Najlepszy nowy aktor telewizyjny.
W 2021 roku Song Kang ponownie wcielił się w rolę Hwang Sun-oh w drugim sezonie Love Alarm, który miał premierę na Netflixie 12 marca. Następnie wystąpił w serialu tvN Navillera, adaptacji webtoonu o tym samym tytule. Zagrał tam studenta baletu, który boryka się z nierozwiązanymi problemami związanymi z ojcem i próbuje utrzymać się, pracując na pół etatu. Aby wiarygodnie oddać swoją postać, przez sześć miesięcy brał lekcje baletu. w tym samym roku Song zagrał w kolejnej adaptacji webtoonu, romansie JTBC Nevertheless, w którym wystąpił u boku Han So-hee.
W 2022 roku Song Kang zagrał w kolejnym dramacie JTBC, Prognozy pogody i miłości, u boku Park Min-young. 4 marca 2022 roku zorganizował spotkanie z fanami, aby komunikować się z nimi w czasie rzeczywistym za pośrednictwem „The Swoon”, kanału YouTube poświęconego koreańskiej kulturze. W maju ogłoszono, że zorganizuje kolejne spotkanie z fanami 12 czerwca 2022 roku w YES24 Live Hall. W listopadzie potwierdził, że „2023 Song Kang Asia Fan Meeting Tour” odbędzie się w sześciu krajach, zaczynając od Seulu, a następnie w Tokio, Dżakarcie, Kuala Lumpur, Singapurze i Bangkoku, co nastąpi w 2023 roku.

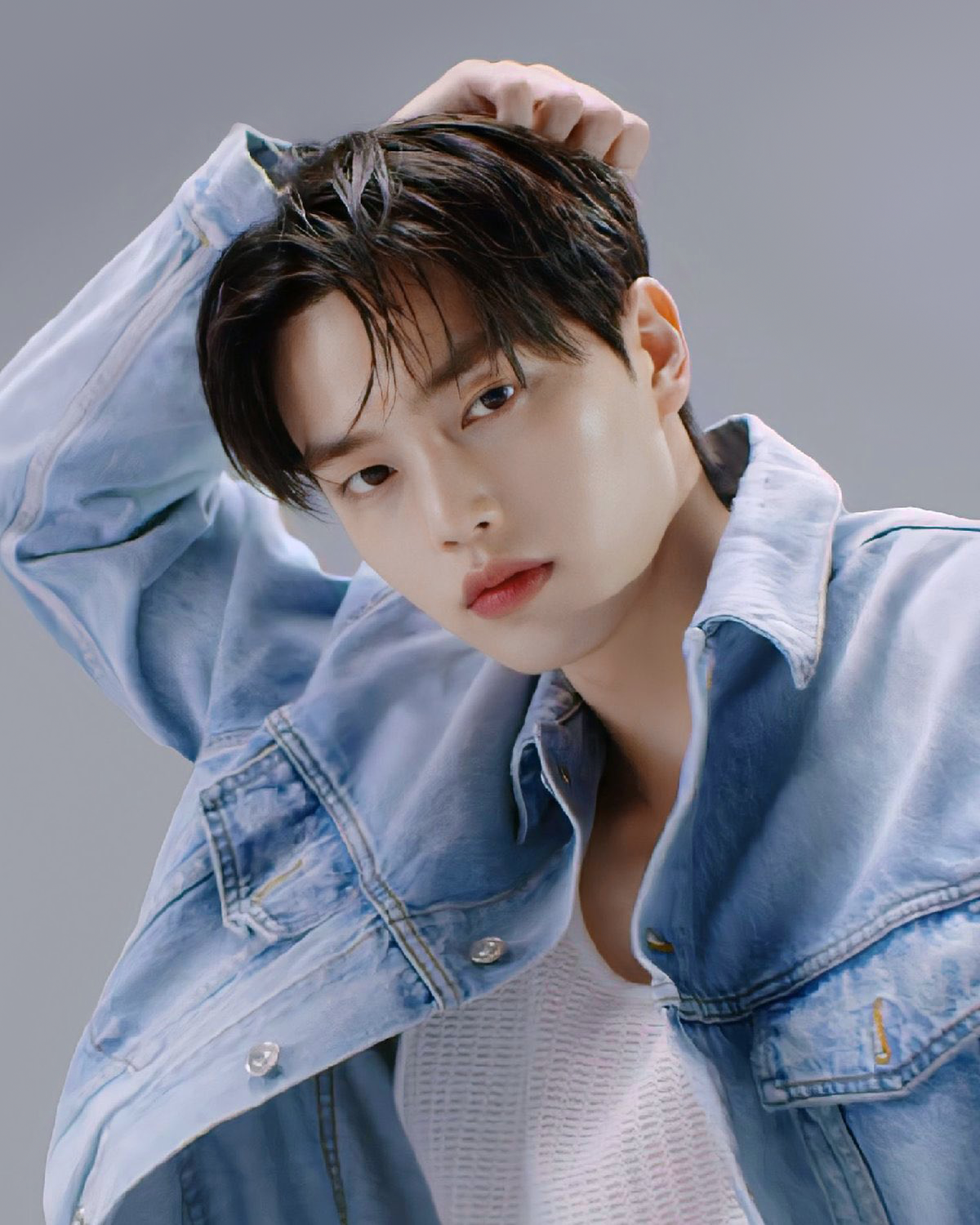
Song Kang dla Marie Claire, 2023

W 2023 roku Song Kang wcielił się w główną rolę w serialu Netflixa Romans z demonem, w którym zagrał u boku Kim Yoo-jung.
29 lutego 2024 roku agencja Namoo Actors ogłosiła, że Song Kang rozpocznie obowiązkową służbę wojskową jako żołnierz czynnej służby 2 kwietnia.

## Filmografia

### Filmy
| Rok  | Tytuł             | Rola         |
| ---- | ----------------- | ------------ |
| 2018 | Beautiful Vampire | Lee So-nyeon |
| 2024 | Escape            | Seon Woo-min |

### Seriale telewizyjne
| Rok       | Tytuł                          | Rola         |
| --------- | ------------------------------ | ------------ |
| 2017      | The Liar and His Lover         | Baek Jin-woo |
| 2017–2018 | Man in the Kitchen             | Kim Woo-joo  |
| 2019      | Touch Your Heart               | Dostawca     |
| 2019      | When the Devil Calls Your Name | Luka         |
| 2021      | Navillera                      | Lee Chae-rok |
| 2021      | Nevertheless                   | Park Jae-eon |
| 2022      | Prognozy pogody i miłości      | Lee Shi-woo  |
| 2023–2024 | Romans z demonem               | Jeong Gu-won |

### Seriale internetowe
| Rok       | Tytuł      | Rola         | Informacje |
| --------- | ---------- | ------------ | ---------- |
| 2019–2021 | Love Alarm | Hwang Sun-oh | Sezon 1–2  |
| 2020–2024 | Sweet Home | Cha Hyun-soo | Sezon 1–3  |

### Programy telewizyjne
| Rok       | Tytuł                       | Rola           | Informacje   |
| --------- | --------------------------- | -------------- | ------------ |
| 2018      | Inkigayo                    | Gospodarz      | Odc. 945–979 |
| 2018–2019 | Village Survival, the Eight | Członek obsady |              |
| 2024      | I-Land 2                    | Narrator       |              |

### Występy w teledyskach
| Rok  | Tytuł                | Artysta |
| ---- | -------------------- | ------- |
| 2017 | "Sweet Summer Night" | The Ade |
| 2017 | "Love Story"         | Suran   |
| 2019 | "Call Me Back"       | Vibe    |